# الاتفاقية الوحيدة للمخدرات
الاتفاقية الوحيدة للمخدرات لعام 1961 هي معاهدة دولية تنظم إنتاج وتوريد مخدرات وعقاقير محددة بموجب ترخيص لأغراض محددة مثل العلاج الطبي والأبحاث. ما هو مبين أدناه شملت آثار كبيرة في استكمال اتفاقية باريس من 13 يوليو 1931 إلى إدراج عدد كبير من المواد الأفيونية الاصطناعية اخترع في التدخل ثلاثين عاما وآلية لإدراج أكثر سهولة جديدة. من عام 1931 إلى عام 1961 فإن معظم العائلات من المواد الأفيونية الاصطناعية قد وضعت بما في ذلك الأدوية بأي طريقة متعلقة بالميثادون والبيثيدين والمورفين وديكستروموراميد والعقاقير ذات الصلة بالبحث عن الفينتونيل وبيريتراميد يقترب أيضا تؤتي ثمارها في تلك المرحلة.
المعاهدات السابقة تتحكم فقط في الأفيون والكوكا ومشتقاتها مثل المورفين والهيروين والكوكايين. الاتفاقية الوحيدة التي اعتمدت في عام 1961 عززت تلك المعاهدات وتوسيع نطاقها لتشمل القنب والمخدرات التي تعتبر آثارها مماثلة لتلك الأدوية المحددة. خولت لجنة المخدرات ومنظمة الصحة العالمية إضافة وإزالة ونقل المخدرات بين أربعة جداول المعاهدة من المواد الخاضعة للرقابة. وضعت الهيئة الدولية لمراقبة المخدرات المسؤولة عن إدارة الرقابة على إنتاج المخدرات والتجارة الدولية وإعفائه. تم تفويض مكتب الأمم المتحدة المعني بالمخدرات والجريمة عمل المجلس يوم بعد يوم من مراقبة الوضع في كل بلد والعمل مع السلطات الوطنية لضمان الامتثال للاتفاقية الوحيدة. منذ ذلك الحين تستكمل هذه المعاهدة من قبل اتفاقية المؤثرات العقلية التي تسيطر على ثنائي إيثيل أميد حمض الليسرجيك والإكستاسي والمستحضرات الصيدلانية العقلية الأخرى واتفاقية الأمم المتحدة ضد الاتجار غير المشروع في المخدرات والمؤثرات العقلية الذي يعزز أحكام مكافحة تبييض الأموال وغيرها ذات الصلة بالمخدرات الجرائم.
اعتبارا من فبراير 2015 فقد صدق على الاتفاقية الوحيدة 185 دولة. الكرسي الرسولي بالإضافة إلى جميع الدول الأعضاء في الأمم المتحدة أعضاء في الاتفاقية باستثناء تشاد وتيمور الشرقية وغينيا الاستوائية وكيريباتي وناورو وساموا وجنوب السودان وتوفالو وفانواتو.